# Ab initio
Ab initio è un'espressione in latino con lo stesso significato di ab ovo, la cui dizione completa era presso i romani Ab ovo usque ad mala, "Dall'uovo alle mele", con cui si aprivano e chiudevano i banchetti. L'espressione viene usata quando chi ci parla comincia il suo discorso alla lontana ovvero ab ovo, dando l'impressione di non arrivare mai alla conclusione del discorso.
Poiché i latini erano molto precisi, usavano anche la locuzione Ab imis, che significava "dalle fondamenta" se riferita ad edifici, "dalle radici" in senso lato o figurato. Quando poi era impossibile determinare temporalmente l'initium, ricorrevano all'espressione Ab immemorabili, "da tempo immemorabile", persistente nel linguaggio giuridico.